# Tommy Robredo
Tommy Robredo Garcés (* 1. května 1982 Hostalric, Girona) je bývalý španělský profesionální tenista, který se na okruzích pohyboval v letech 1998–2022. V rámci okruhu ATP Tour debutoval na Barcelona Open 1999 a kariéru ukončil na témže turnaji v dubnu 2022. Na túře ATP vyhrál dvanáct singlových a pět deblových turnajů. Na challengerech ATP a okruhu ITF získal osm titulů ve dvouhře a tři ve čtyřhře.
Na žebříčku ATP byl ve dvouhře nejvýše klasifikován v srpnu 2006 na 5. místě a ve čtyřhře pak v dubnu 2009 na 16. místě. Trénoval ho krajan Jose Luis Aparisi.
Ve španělském daviscupovém týmu debutoval v roce 2002 houstonským čtvrtfinálem Světové skupiny proti Spojeným státům americkým, v němž prohrál úvodní dvouhru se světovou třináctkou Andym Roddickem. Američané zvítězili 3:1 na zápasy. V letech 2004, 2008 a 2009 byl členem družstva, které vyhrálo „salátovou mísu“. Do světového finále aktivně zasáhl v ročníku 2004. Mezi lety 2002–2015 v soutěži nastoupil ke čtrnácti mezistátním utkáním s bilancí 6–8 ve dvouhře a 3–4 ve čtyřhře.
Španělsko reprezentoval na Letních olympijských hrách 2004 v Athénách, kde ve třetím kole mužské dvouhry nestačil na Tomáše Berdycha až poměrem gamů 6–8 v rozhodující sadě. Do mužské čtyřhry zasáhl s Feliciánem Lópezem. Na úvod je vyřadili Argentinci Gastón Etlis a Martín Rodríguez. Zúčastnil se také Her XXIX. olympiády v Pekingu. V úvodním kole dvouhry podlehl Italovi Andreasi Seppimu. Spolu s vítězem dvouhry Rafaelem Nadalem skončili ve druhé fázi deblu na raketách australského páru Chris Guccione a Lleyton Hewitt.
Jako člen španělského výběru dvakrát ovládl Hopmanův pohár v Perthu. Poprvé v roce 2002 s Arantxou Sánchezovou Vicariovou a podruhé v sezóně 2010 s Maríí José Martínezovou Sánchezovou
V listopadu 2019 se oženil v katalánském Sant Cugat del Vallès s Patricií Bergaovou Alzamorovou. V březnu 2021 se do manželství narodila dcera.

## Finále na okruhu ATP Tour
| Legenda (před / od 2009)                                          |
| ----------------------------------------------------------------- |
| D – dvouhra; Č – čtyřhra                                          |
| Grand Slam (0)                                                    |
| Turnaj mistrů (0)                                                 |
| ATP Masters Series / ATP World Tour Masters 1000 (1–0 D; 1–1 Č)   |
| ATP International Series Gold / ATP World Tour 500 (1–3 D; 0–3 Č) |
| ATP International Series / ATP World Tour 250 (10–8 D; 4–2 Č)     |

### Dvouhra: 23 (12–11)
| Stav      | č.  | datum         | turnaj                    | povrch    | soupeř ve finále  | výsledek                 |
| --------- | --- | ------------- | ------------------------- | --------- | ----------------- | ------------------------ |
| Finalista | 1.  | duben 2001    | Casablanca, Maroko        | antuka    | Guillermo Cañas   | 5–7, 2–6                 |
| Vítěz     | 1.  | červenec 2001 | Sopoty, Polsko            | antuka    | Albert Portas     | 1–6, 7–5, 7–6(7–2)       |
| Finalista | 2.  | červenec 2003 | Stuttgart, Německo        | antuka    | Guillermo Coria   | 2–6, 2–6, 1–6            |
| Vítěz     | 2.  | květen 2004   | Barcelona, Španělsko      | antuka    | Gastón Gaudio     | 6–3, 4–6, 6–2, 3–6, 6–3  |
| Finalista | 3.  | květen 2005   | Estoril, Portugalsko      | antuka    | Gastón Gaudio     | 1–6, 6–2, 1–6            |
| Finalista | 4.  | duben 2006    | Barcelona, Španělsko      | antuka    | Rafael Nadal      | 4–6, 4–6, 0–6            |
| Vítěz     | 3.  | květen 2006   | Hamburk, Německo          | antuka    | Radek Štěpánek    | 6–1, 6–3, 6–3            |
| Vítěz     | 4.  | červenec 2006 | Båstad, Švédsko           | antuka    | Nikolaj Davyděnko | 6–2, 6–1                 |
| Finalista | 5.  | leden 2007    | Auckland, Nový Zéland     | tvrdý     | David Ferrer      | 4–6, 2–6                 |
| Vítěz     | 5.  | srpen 2007    | Sopoty, Polsko (2)        | antuka    | José Acasuso      | 7–5, 6–0                 |
| Finalista | 6.  | září 2007     | Peking, Čína              | tvrdý (h) | Fernando González | 1–6, 6–3, 1–6            |
| Vítěz     | 6.  | říjen 2007    | Mety, Francie             | tvrdý (h) | Andy Murray       | 0–6, 6–2, 6–3            |
| Finalista | 7.  | červen 2008   | Varšava, Polsko           | antuka    | Nikolaj Davyděnko | 3–6, 3–6                 |
| Vítěz     | 7.  | červenec 2008 | Båstad, Švédsko (2)       | antuka    | Tomáš Berdych     | 6–4, 6–1                 |
| Vítěz     | 8.  | únor 2009     | Costa do Sauípe, Brazílie | antuka    | Thomaz Bellucci   | 6–3, 3–6, 6–4            |
| Vítěz     | 9.  | únor 2009     | Buenos Aires, Argentina   | antuka    | Juan Mónaco       | 7–5, 2–6, 7–6(7–5)       |
| Vítěz     | 10. | únor 2011     | Santiago, Chile           | antuka    | Santiago Giraldo  | 6–2, 2–6, 7–6(7–5)       |
| Vítěz     | 11. | duben 2013    | Casablanca, Maroko        | antuka    | Kevin Anderson    | 7–6(8–6), 4–6, 6–3       |
| Vítěz     | 12. | červenec 2013 | Umag, Chorvatsko          | antuka    | Fabio Fognini     | 6–0, 6–3                 |
| Finalista | 8.  | červenec 2014 | Umag, Chorvatsko          | antuka    | Pablo Cuevas      | 3–6, 4–6                 |
| Finalista | 9.  | září 2014     | Šen-čen, Čína             | tvrdý     | Andy Murray       | 7–5, 6–7(9–11), 1–6      |
| Finalista | 10. | říjen 2014    | Valencie, Španělsko       | tvrdý (h) | Andy Murray       | 6–3, 6–7(7–9), 6–7(8–10) |
| Finalista | 11. | červenec 2015 | Båstad, Švédsko           | antuka    | Benoît Paire      | 6–7(7–9), 3–6            |

### Čtyřhra: 11 (5–6)
| Stav      | č. | datum         | turnaj                    | povrch    | spoluhráč          | soupeři ve finále                | výsledek           |
| --------- | -- | ------------- | ------------------------- | --------- | ------------------ | -------------------------------- | ------------------ |
| Finalista | 1. | duben 2001    | Barcelona, Španělsko      | antuka    | Fernando Vicente   | Donald Johnson Jared Palmer      | 6–7(2–7), 4–6      |
| Vítěz     | 1. | leden 2004    | Čennaí, Indie             | tvrdý     | Rafael Nadal       | Jonatan Erlich Andy Ram          | 7–6(7–3), 4–6, 6–3 |
| Finalista | 2. | květen 2005   | Estoril, Portugalsko      | antuka    | Juan Ignacio Chela | František Čermák Leoš Friedl     | 3–6, 4–6           |
| Finalista | 3. | červenec 2005 | Stuttgart, Německo        | antuka    | Mariano Hood       | José Acasuso Sebastián Prieto    | 6–7(4–7), 3–6      |
| Vítěz     | 2. | duben 2008    | Monte-Carlo, Monako       | antuka    | Rafael Nadal       | Maheš Bhúpatí Mark Knowles       | 6–3, 6–3           |
| Vítěz     | 3. | únor 2009     | Costa do Sauípe, Brazílie | antuka    | Marcel Granollers  | Lucas Arnold Ker Juan Mónaco     | 6–4, 7–5           |
| Finalista | 4. | listopad 2009 | Valencie, Španělsko       | tvrdý (h) | Marcel Granollers  | František Čermák Michal Mertiňák | 4–6, 3–6           |
| Finalista | 5. | listopad 2009 | Paříž, Francie            | tvrdý (h) | Marcel Granollers  | Daniel Nestor Nenad Zimonjić     | 3–6, 4–6           |
| Vítěz     | 4. | leden 2011    | Auckland, Nový Zéland     | tvrdý     | Marcel Granollers  | Johan Brunström Stephen Huss     | 6–4, 7–6(8–6)      |
| Vítěz     | 5. | leden 2013    | Brisbane, Austrálie       | tvrdý     | Marcelo Melo       | Eric Butorac Paul Hanley         | 4–6, 6–1, [10–5]   |
| Finalista | 6. | květen 2017   | Estoril, Portugalsko      | antuka    | David Marrero      | Ryan Harrison Michael Venus      | 5–7, 2–6           |

## Postavení na konečném žebříčku ATP

### Dvouhra
| Rok    | 1998 | 1999   | 2000   | 2001  | 2002  | 2003  | 2004  | 2005  | 2006 | 2007  | 2008  | 2009  | 2010  | 2011  | 2012   | 2013  | 2014  | 2015  | 2016   | 2017   | 2018   | 2019   | 2020   | 2021   |
| Pořadí | 514. | ▲ 247. | ▲ 131. | ▲ 30. | ▬ 30. | ▲ 21. | ▲ 13. | ▼ 20. | ▲ 7. | ▼ 10. | ▼ 21. | ▲ 16. | ▼ 50. | ▼ 51. | ▼ 115. | ▲ 18. | ▲ 17. | ▼ 42. | ▼ 362. | ▲ 164. | ▼ 213. | ▲ 205. | ▼ 224. | ▼ 330. |

### Čtyřhra
| Rok    | 1998 | 1999   | 2000   | 2001   | 2002   | 2003  | 2004  | 2005  | 2006   | 2007 | 2008 | 2009  | 2010  | 2011  | 2012 | 2013 | 2014   | 2015   | 2016   | 2017   | 2018   | 2019    | 2020   | 2021    |
| Pořadí | 606. | ▲ 346. | ▲ 223. | ▲ 151. | ▼ 156. | ▲ 63. | ▲ 34. | ▼ 79. | ▼ 244. | —    | 33.  | ▲ 20. | ▼ 34. | ▼ 89. | —    | 184. | ▼ 568. | ▲ 253. | ▼ 501. | ▲ 196. | ▼ 667. | ▼ 1192. | ▲ 928. | ▼ 1564. |